# Numero
Numero, №, är en typografisk förkortning av ordet nummer.
Det består av ett versalt latinskt N och ett gement o. Det senare skrivs ofta i exponentläge och kan understrykas både en och två gånger. När o:et inte skrivs i exponentläge följs det ofta av en punkt.
Numerotecknet har Unicode-kod U+2116 (HTML &#8470;). Om inte detta tecken finns tillgängligt kan man ibland ersätta det med förkortningen "No." eller förkortningen för nummer i det aktuella språket. Det händer också att tecknet skrivs som ett vanligt N följt av ett gradtecken eller ett upphöjt o.
Tecknet har samma utförande i ryska alfabetet – trots att ryskan inte använder bokstaven N – och finns tillgängligt på ryska tangentbord.
I svenskan används tecknet numera sällan och har ersatts av förkortningen nr.